# Истикбол
Истикбол (тадж. Истиқбол; до 2008 года — Келтош) — село в районе Рудаки Республики Таджикистан. Входит в состав джамоата (сельской общины) Султонобод.
Находится на расстоянии 18 км от районного центра (пгт. Сомониён) и 1 км от центра джамоата (село Султонобод).
Население — 610 чел. (2017).